# Lista över fornlämningar i Falköpings kommun (Torbjörntorp)
Lista över fornlämningar i Falköpings kommun (Torbjörntorp) är en förteckning av ett urval av de fornlämningar som finns i Torbjörntorp i Falköpings kommun.
| Namn                           | Lämningstyp    | Tillkomsttid | Historisk indelning         | Plats | Läge                 | ID-nr          | Bild                                 |
| ------------------------------ | -------------- | ------------ | --------------------------- | ----- | -------------------- | -------------- | ------------------------------------ |
| Torbjörntorp 1:1               | Stenkammargrav |              | Torbjörntorp, Västergötland |       | 58.227836, 13.607989 | 10206100010001 | Ladda upp en bild av detta fornminne |
| Torbjörntorp 3:1               | Stensättning   |              | Torbjörntorp, Västergötland |       | 58.223568, 13.628486 | 10206100030001 | Ladda upp en bild av detta fornminne |
| Torbjörntorp 4:1               | Stenkammargrav |              | Torbjörntorp, Västergötland |       | 58.222604, 13.605496 | 10206100040001 | Ladda upp en bild av detta fornminne |
| Torbjörntorp 5:1               | Stenkammargrav |              | Torbjörntorp, Västergötland |       | 58.220231, 13.582828 | 10206100050001 | Ladda upp en bild av detta fornminne |
| Torbjörntorp 6:1               | Stensättning   |              | Torbjörntorp, Västergötland |       | 58.214789, 13.582912 | 10206100060001 | Ladda upp en bild av detta fornminne |
| Torbjörntorp 6:2               | Stensättning   |              | Torbjörntorp, Västergötland |       | 58.215081, 13.582045 | 10206100060002 | Ladda upp en bild av detta fornminne |
| Torbjörntorp 7:1               | Stensättning   |              | Torbjörntorp, Västergötland |       | 58.210522, 13.581586 | 10206100070001 | Ladda upp en bild av detta fornminne |
| Torbjörntorp 8:1               | Stensättning   |              | Torbjörntorp, Västergötland |       | 58.210144, 13.589258 | 10206100080001 | Ladda upp en bild av detta fornminne |
| Torbjörntorp 9:1               | Stensättning   |              | Torbjörntorp, Västergötland |       | 58.219485, 13.596731 | 10206100090001 | Ladda upp en bild av detta fornminne |
| Torbjörntorp 10:1              | Stenkammargrav |              | Torbjörntorp, Västergötland |       | 58.219533, 13.591962 | 10206100100001 | Ladda upp en bild av detta fornminne |
| Långholmen (Torbjörntorp 11:1) | Hällristning   |              | Torbjörntorp, Västergötland |       | 58.220460, 13.593285 | 10206100110001 | Ladda upp en bild av detta fornminne |
| Torbjörntorp 12:1              | Stenkammargrav |              | Torbjörntorp, Västergötland |       | 58.218291, 13.604803 | 10206100120001 | Ladda upp en bild av detta fornminne |
| Torbjörntorp 13:1              | Stensättning   |              | Torbjörntorp, Västergötland |       | 58.214349, 13.603220 | 10206100130001 | Ladda upp en bild av detta fornminne |
| Torbjörntorp 14:1              | Stenkammargrav |              | Torbjörntorp, Västergötland |       | 58.217019, 13.607126 | 10206100140001 | Ladda upp en bild av detta fornminne |
| Torbjörntorp 15:1              | Stenkammargrav |              | Torbjörntorp, Västergötland |       | 58.219726, 13.608478 | 10206100150001 | Ladda upp en bild av detta fornminne |
| Torbjörntorp 16:1              | Hög            |              | Torbjörntorp, Västergötland |       | 58.219208, 13.608084 | 10206100160001 | Ladda upp en bild av detta fornminne |
| Torbjörntorp 16:2              | Hög            |              | Torbjörntorp, Västergötland |       | 58.219106, 13.607903 | 10206100160002 | Ladda upp en bild av detta fornminne |
| Torbjörntorp 17:1              | Hög            |              | Torbjörntorp, Västergötland |       | 58.216039, 13.616784 | 10206100170001 | Ladda upp en bild av detta fornminne |
| Torbjörntorp 19:1              | Hög            |              | Torbjörntorp, Västergötland |       | 58.219137, 13.627882 | 10206100190001 | Ladda upp en bild av detta fornminne |
| Torbjörntorp 21:1              | Stenkammargrav |              | Torbjörntorp, Västergötland |       | 58.202916, 13.618219 | 10206100210001 | Ladda upp en bild av detta fornminne |
| Torbjörntorp 22:1              | Stenkammargrav |              | Torbjörntorp, Västergötland |       | 58.203095, 13.617136 | 10206100220001 | Ladda upp en bild av detta fornminne |
| Torbjörntorp 23:1              | Stensättning   |              | Torbjörntorp, Västergötland |       | 58.211257, 13.616047 | 10206100230001 | Ladda upp en bild av detta fornminne |
| Torbjörntorp 23:2              | Stensättning   |              | Torbjörntorp, Västergötland |       | 58.211715, 13.616499 | 10206100230002 | Ladda upp en bild av detta fornminne |
| Torbjörntorp 23:3              | Stensättning   |              | Torbjörntorp, Västergötland |       | 58.211773, 13.617115 | 10206100230003 | Ladda upp en bild av detta fornminne |
| Torbjörntorp 24:1              | Hög            |              | Torbjörntorp, Västergötland |       | 58.210947, 13.615167 | 10206100240001 | Ladda upp en bild av detta fornminne |
| Torbjörntorp 29:1              | Stensättning   |              | Torbjörntorp, Västergötland |       | 58.211459, 13.627677 | 10206100290001 | Ladda upp en bild av detta fornminne |
| Torbjörntorp 30:1              | Stenkammargrav |              | Torbjörntorp, Västergötland |       | 58.210370, 13.629172 | 10206100300001 | Ladda upp en bild av detta fornminne |
| Torbjörntorp 36:1              | Stensättning   |              | Torbjörntorp, Västergötland |       | 58.207486, 13.615477 | 10206100360001 | Ladda upp en bild av detta fornminne |
| Torbjörntorp 38:1              | Stenkammargrav |              | Torbjörntorp, Västergötland |       | 58.206312, 13.627032 | 10206100380001 | Ladda upp en bild av detta fornminne |
| Torbjörntorp 41:1              | Stensättning   |              | Torbjörntorp, Västergötland |       | 58.196700, 13.619401 | 10206100410001 | Ladda upp en bild av detta fornminne |
| Torbjörntorp 42:1              | Stensättning   |              | Torbjörntorp, Västergötland |       | 58.195237, 13.620767 | 10206100420001 | Ladda upp en bild av detta fornminne |
| Torbjörntorp 46:1              | Stensättning   |              | Torbjörntorp, Västergötland |       | 58.197131, 13.626675 | 10206100460001 | Ladda upp en bild av detta fornminne |
| Torbjörntorp 50:1              | Stenkammargrav |              | Torbjörntorp, Västergötland |       | 58.194850, 13.627933 | 10206100500001 | Ladda upp en bild av detta fornminne |
| Torbjörntorp 50:2              | Stenkammargrav |              | Torbjörntorp, Västergötland |       | 58.194793, 13.628569 | 10206100500002 | Ladda upp en bild av detta fornminne |
| Torbjörntorp 51:1              | Stenkammargrav |              | Torbjörntorp, Västergötland |       | 58.194404, 13.628570 | 10206100510001 | Ladda upp en bild av detta fornminne |
| Torbjörntorp 52:1              | Hög            |              | Torbjörntorp, Västergötland |       | 58.193567, 13.628416 | 10206100520001 | Ladda upp en bild av detta fornminne |
| Torbjörntorp 53:1              | Stenkammargrav |              | Torbjörntorp, Västergötland |       | 58.192748, 13.629417 | 10206100530001 | Ladda upp en bild av detta fornminne |
| Torbjörntorp 53:2              | Stenkammargrav |              | Torbjörntorp, Västergötland |       | 58.193099, 13.629459 | 10206100530002 | Ladda upp en bild av detta fornminne |
| Torbjörntorp 53:4              | Stensättning   |              | Torbjörntorp, Västergötland |       | 58.192590, 13.628618 | 10206100530004 | Ladda upp en bild av detta fornminne |
| Torbjörntorp 54:1              | Stensättning   |              | Torbjörntorp, Västergötland |       | 58.190927, 13.626184 | 10206100540001 | Ladda upp en bild av detta fornminne |
| Torbjörntorp 55:1              | Stensättning   |              | Torbjörntorp, Västergötland |       | 58.211820, 13.591991 | 10206100550001 | Ladda upp en bild av detta fornminne |
| Torbjörntorp 55:2              | Stensättning   |              | Torbjörntorp, Västergötland |       | 58.211663, 13.591744 | 10206100550002 | Ladda upp en bild av detta fornminne |
| Torbjörntorp 57:1              | Stenkammargrav |              | Torbjörntorp, Västergötland |       | 58.192117, 13.627852 | 10206100570001 | Ladda upp en bild av detta fornminne |
| Torbjörntorp 57:2              | Stensättning   |              | Torbjörntorp, Västergötland |       | 58.191636, 13.627870 | 10206100570002 | Ladda upp en bild av detta fornminne |
| Torbjörntorp 58:1              | Stensättning   |              | Torbjörntorp, Västergötland |       | 58.215596, 13.581063 | 10206100580001 | Ladda upp en bild av detta fornminne |
| Torbjörntorp 59:1              | Stensättning   |              | Torbjörntorp, Västergötland |       | 58.214873, 13.585230 | 10206100590001 | Ladda upp en bild av detta fornminne |
| Torbjörntorp 63:1              | Stensättning   |              | Torbjörntorp, Västergötland |       | 58.220542, 13.594534 | 10206100630001 | Ladda upp en bild av detta fornminne |
| Torbjörntorp 63:2              | Stensättning   |              | Torbjörntorp, Västergötland |       | 58.220576, 13.594682 | 10206100630002 | Ladda upp en bild av detta fornminne |
| Torbjörntorp 87:1              | Stensättning   |              | Torbjörntorp, Västergötland |       | 58.204183, 13.636227 | 10206100870001 | Ladda upp en bild av detta fornminne |
| Torbjörntorp 87:2              | Stensättning   |              | Torbjörntorp, Västergötland |       | 58.204365, 13.636387 | 10206100870002 | Ladda upp en bild av detta fornminne |
| Torbjörntorp 88:1              | Stensättning   |              | Torbjörntorp, Västergötland |       | 58.200635, 13.644112 | 10206100880001 | Ladda upp en bild av detta fornminne |
| Torbjörntorp 91:1              | Stensättning   |              | Torbjörntorp, Västergötland |       | 58.198572, 13.642918 | 10206100910001 | Ladda upp en bild av detta fornminne |
| Torbjörntorp 93:1              | Stensättning   |              | Torbjörntorp, Västergötland |       | 58.232179, 13.627869 | 10206100930001 | Ladda upp en bild av detta fornminne |
| Torbjörntorp 93:2              | Stensättning   |              | Torbjörntorp, Västergötland |       | 58.231994, 13.628646 | 10206100930002 | Ladda upp en bild av detta fornminne |
| Torbjörntorp 94:1              | Hög            |              | Torbjörntorp, Västergötland |       | 58.229729, 13.636170 | 10206100940001 | Ladda upp en bild av detta fornminne |
| Torbjörntorp 99:1              | Stensättning   |              | Torbjörntorp, Västergötland |       | 58.214493, 13.622340 | 10206100990001 | Ladda upp en bild av detta fornminne |
| Karleby 117:2                  | Stensättning   |              | Torbjörntorp, Västergötland |       | 58.198073, 13.643538 | 10195101170002 | Ladda upp en bild av detta fornminne |